# 魔法门I：心灵圣地之谜
《魔法门I：心灵圣地之谜》（又译作、，英文缩写）是由New World Computing制作组开发，于1986年发行，运行于Apple II、MS-DOS（IBM PC）、NES等平台的一款RPG角色扮演类游戏。
它是魔法门系列游戏的第一版。其后在《魔法门VI：天堂之令》的限量发行版和特别版中也包含了这部作品。
游戏设定在一个名为VARN的世界，其中拥有广阔的户外地形、城堡、洞穴、地下城和星界。